# Carlotta ou la Vaticane
Carlotta ou la Vaticane és una òpera en tres actes de Dominique Gesseney-Rappo, sobre llibret de Christophe Passer, estrenada amb motiu del trentè aniversari de l’Òpera de Friburg el 25 de desembre de 2015 al teatre Équilibre de Friburg.

## Equip artístic
- Direcció musical: Laurent Gendre[3]
- Escenificació: Denis Maillefer
- Escenografia: Yangalie Kohlbrenner
- Disseny d'il·luminació i vídeo: Laurent Junod
- Vestits: Isa Boucharlat
- vocalista principal: Pierre-Fabien Roubaty

## Repartiment
- Claudia Moulin: Carlotta, jove romana (soprano)
- Julien Dran: Tiberi, Jove Guàrdia Suïssa (tenor)
- Sébastien Lemoine: Konrad von Kurstein, comandant de la Guàrdia (baríton)
- Delphine Gillot: Gloria von Kurstein, esposa del comandant (soprano)
- Christophe Crapez: Don Eliseu, sacerdot (Tenor)
- Véronique Rossier: Immaculata, monja (Mezzo)
- Seraina Perrenoud: Marinella, amiga de Carlotta (Soprano)
- Remi Ortega: Simon, sergent de la Guàrdia (baríton)
- Michael Kuhn: Un cardenal / un cantiner (baríton-baix)

## Argument
Lliurement inspirada en el triple homicidi que va sacsejar la Pontifícia Guàrdia Suïssa el 1998, la trama té lloc a Roma, Ciutat del Vaticà.

### Acte 1
Roma, Ciutat del Vaticà. Al seu apartament, Konrad von Kurstein, vicecomandant de la guàrdia pontifícia, i la seva dona Gloria estan esmorzant. Serà nomenat comandant en les hores vinents. La Glòria admet estar contenta. Però encara queda molt per fer en aquest dia. Ella truca a Carlotta, la minyona. Com que s'havia endarrerit això, la Gloria s'impacienta i se'n va. Carlotta entra. En Konrad la mira servir, amb òbvia admiració per la seva bellesa. Ella li va somriure, segura del seu encant. S'acosta a la jove, li fa broma i la felicita, li diu que aviat serà el comandant, donant a entendre que té la intenció d'aprofitar-ho.
Algú truca a la porta. És don Eliseu qui entra, sense convidar. És allà per demanar al futur cap el càrrec de capellà de la guàrdia. Vol el suport del vicecomandant, que el rebutja. Li diu a Don Eliseo que ho ha entès: no és capellà, sinó diaca d'una secta catòlica molt conservadora. Konrad li anuncia que té la intenció de denunciar-lo al Papa i fer-lo expulsar del Vaticà. L'acomiada teatralment, també per impressionar Carlotta. Don Eliseu, molt irritat, ha de marxar, però l'amenaça amb represàlies. Quedat sol amb Carlotta, Konrad continua amb les seves maniobres de seducció, però ara sentim la Gloria trucant al seu marit.
La Carlotta està fent les darreres tasques de casa quan truquen a la porta. És el seu promès, Tiberius, qui ve a veure el vicecomandant. Carlotta es llança als seus braços. Estan enamorats, no es cansen de repetir-s'ho. Tiberi explica a la seva estimada que ha vingut a assegurar-se amb el futur comandant que tindrà la medalla que premii els seus tres anys de servei pontifici. Carlotta intenta tranquil·litzar-lo. A ella li agradaria que es quedés a Roma, perquè s'hi puguin casar i guanyar-se la vida. Tanmateix, s'hauria de fer caporal. Misteriosa i entremaliada, li diu que en Konrad no és tan dolent. Les seves insinuacions preocupen Tiberi. En Konrad escolta la seva conversa. Aquesta felicitat el molesta, està gelós de Tiberi. Aquest últim acaba notant la seva presència i, animat per Carlotta, li demana aquest grau de caporal que li obriria un futur romà. En Konrad li diu que ha de pensar.
Sola de nou amb Konrad, Carlotta ximple per tal de calmar-lo. Ella el sedueix per concedir el rang a Tiberi. Konrad posa una bona cara menyspreant el seu rival. Insinua que podria acceptar la petició de Tiberius si Carlotta és complaent. Ella no està commocionada per les seves insinuacions greus. Llavors se'n va. Cap dels dos es va adonar que venia la Glòria. La Glòria li anuncia al seu marit que ha vist el seu carrusel. Ella li explica la seva decepció. Konrad creu que la Gloria pot entendre aquest desig. Una monja, Immaculata, entra per parlar amb la seva amiga Glòria. Konrad marxa.
La Glòria canta el seu patiment. Ella estima el seu marit, però això li permet enganyar-la? Immaculata li respon amablement, aconsellant-li que escolti el seu cor i es deixi guiar pel seu amor per Konrad. Carlotta entra al seu torn amb Marinella. Ella preveu un futur feliç per a ella i Tiberi. S'afalaga que Konrad està als seus peus. La Marinella l'insta a anar amb compte. Carlotta repeteix alegrement que no dubtarà a utilitzar aquesta seducció. Sentim el cant dels guàrdies que arriben, amb una tonada festiva. La Carlotta i la Marinella s'uneixen als seus nuvis que de seguida els fan ballar.

### Acte 2
En un pati interior del Vaticà. Els guàrdies canten l'amor pel seu país natal i la seva forta nostàlgia. Tibère i Simon, un jove sergent compromès amb Marinella, xerren mentre els altres guàrdies estan ocupats, i un cantiner ven els seus productes. Parlen del seu país que troben a faltar i de l'amor que van trobar a Itàlia. Tibère també explica com se sent amb aquest servei de guàrdia, que li agradaria que fos més modern. Pensa que portaria una nova imatge de la guàrdia, més enllà del Vaticà.
Don Eliseu, que els ha escoltat, s'acosta a Tiberi dient-li que troba formidable la seva visió del futur de la guàrdia. Denigra el conservadorisme i la hipocresia de Konrad, que amaga secrets inesmentables. Don Eliseo s'ofereix a ajudar-lo a fer de la seva medalla un esdeveniment mediàtic, per convertir-se en l'emblema de la joventut del guàrdia. El comandant ja no podrà fer altra cosa que nomenar-lo caporal. Tiberi es deixa convèncer.
La Carlotta i la Marinella tornen de la ciutat, cobertes de paquets. Tibère explica el seu projecte a Carlotta. El comandant ja no li podrà refusar res. Carlota està contenta. Ella li diu que en Konrad tampoc podrà rebutjar res aviat. El seu to entremaliat preocupa i irrita en Tibere, que vol saber-ne més. Ella li confia que el seu encant opera en Konrad i que fa el que vol amb ell. Tiberius s'enfada, marxa, sense deixar que Carlotta s'expliqui. Don Eliseu ho va sentir tot.
Quan arriba Konrad, acomiada els guàrdies. Don Eliseo fingeix marxar, però s'amaga a l'ombra. En Konrad, pensant-se sol amb Carlotta, li torna a dir el seu desig. Ella coqueteja, fa veure que la sedueix. Li diu que una noia com ella no té res a veure amb un simple guàrdia. Ella respon que és lliure d'estimar a qui vulgui. Fa broma i deixa esperances. Konrad aviat està preparat per prometre-ho tot. Ella li deixa fer un breu petó als llavis. Però no van veure a Don Eliseu que va fer una foto.
Queda sola, Carlotta és sorprès per Don Eliseo. Li diu que ho va veure tot. Aleshores s'inicia un diàleg entre ells sobre el pecat i la temptació, el desig i l'amor. Es burla de la seva por a les dones, de la por de l'Església a les dones. Ell l'insulta, ella s'acosta a ell, el pressiona amb preguntes, li desenganxa el vestit. Està nua, sublim, de cara a ell, preguntant insolentment si és obra del diable o de Déu. Don Eliseu s'escapa amb crits de malediccions.

### Acte 3
En Konrad surt del seu apartament. Don Eliseo el crida i li parla de Carlotta, dient-li que ella l'està interpretant. Ella el sedueix només per aconseguir l'avenç que vol per a Tiberi. En Konrad se'n burla. Però endevinem el seu turment. Acomiada Don Eliseo, després deixa pas al ressentiment. Es compromet a posar aquesta nena al seu lloc i no atorgar cap avenç a Tiberi.
En marxar de casa seva, Glòria s'uneix al seu marit, que pensa sobre la seva molèstia. De sobte, entra la tropa de guàrdies, que precedeix a un cardenal, i llança un piquet d'honor. El cardenal anuncia a Konrad von Kurstein que ara és el nou comandant de la guàrdia. Es manté d'humor fred, la seva dona està a la lluna. Els guàrdies rendeixen els honors. Quan marxen, els guàrdies se sorprenen de l'absència de Tiberi.
Queda sola amb el seu marit, la Gloria es preocupa pel seu estat d'ànim molest. Konrad li explica que finalment va optar per no concedir a Tiberi la seva medalla ni cap avenç. Ella defensa el jove en va. En Konrad se'n va a casa i ella es queda a la porta. Canta sobre el seu dilema, entre l'amor que té per Konrad i la manera com sap que Carlotta gira el cap. Ella diu el seu pressentiment. Simon ve a mostrar la llista de medallistes i avenços. La Glòria torna a casa.
Una multitud de guàrdies es forma davant del grup. Canten la seva alegria, felicitant-se mútuament. Tibère s'uneix als seus companys, però Simon li diu que el seu nom no figura a la llista. Simon intenta consolar-lo. Li dona a Tiberi un sobre que li ha deixat don Eliseu. Obrint-lo, Tibere s'ensorra: és la foto d'en Konrad fent un petó a la Carlotta. La seva humiliació és total. Va guanyar el comandant. Carlotta ve corrent, ve a buscar notícies. Tiberi es llança la foto a la cara. Carlotta fuig plorant, i Simon la persegueix, suplicant-li que torni.
Tiberi està sol. Canta el seu amor perdut. Treu la seva arma de servei, dubta. Va cap a la porta dels von Kurstein. Truca, és la Gloria qui obre la porta. Ella el deixa entrar, la porta es tanca. Carlotta torna corrent. Està buscant en Tiberi. Ella crida que ell no entenia res, que no va passar res, canta el seu amor. De sobte, tres trets sonen a l'apartament. Carlotta s'ensorra cridant.